# Jean-François Domergue
Jean-François Domergue (* 23. červen 1957, Bordeaux) je bývalý francouzský fotbalista. Nastupoval především na postu obránce.
S francouzskou reprezentací vyhrál mistrovství Evropy 1984, na šampionátu nastoupil k pěti zápasům a vstřelil 2 góly. V národním týmu působil v letech 1973–1984 a odehrál 9 utkání, v nichž vstřelil 2 branky.
Celou kariéru strávil v nejvyšší francouzské soutěži, hrál za Girondins Bordeaux, Lille OSC, Olympique Lyon, Toulouse, Olympique Marseille a Stade Malherbe Caen. Nejlepšího výsledku dosáhl v sezóně 1986/87, kdy jeho tým Marseille vybojoval v lize druhé místo.